# Зрински Брђани
Зрински Брђани (до 1991. године Брђани Шамарички) су насељено мјесто у општини Двор, у Банији, Сисачко-мославачка жупанија, Република Хрватска.

## Историја
Зрински Брђани су се од распада Југославије до августа 1995. године налазили у Републици Српској Крајини.

## Становништво
На попису становништва 2011. године, Зрински Брђани су имали 63 становника.
| Националност       | 1991. | 1981. | 1971. | 1961. |
| Срби               | 219   | 283   | 377   | 500   |
| Југословени        |       | 2     |       | 5     |
| Хрвати             | 1     | 3     | 1     |       |
| Муслимани          |       |       |       | 2     |
| остали и непознато |       |       |       |       |
| Укупно             | 220   | 288   | 378   | 507   |

| Демографија | Демографија | Демографија |
| Година      | Становника  | Становника  |
| ----------- | ----------- | ----------- |
| 1961.       | 507         |             |
| 1971.       | 378         |             |
| 1981.       | 288         |             |
| 1991.       | 220         |             |
| 2001.       | 66          |             |
| 2011.       |             | 63          |

## Попис 1991.
На попису становништва 1991. године, насељено место Брђани Шамарички је имало 220 становника, следећег националног састава:
| Попис 1991.‍ | Попис 1991.‍ | Попис 1991.‍ | Попис 1991.‍ | Попис 1991.‍ |
| ----------- | ----------- | ----------- | ----------- | ----------- |
|             |             |             |             |             |
| Срби        | Срби        |             | 219         | 99,54%      |
| Хрвати      | Хрвати      |             | 1           | 0,45%       |
| укупно: 220 |             |             |             |             |